# Rakovica (Croazia)
Rakovica  è un comune della Croazia di 2 623 abitanti della regione di Karlovac.